# Ludovico Trevisano
Ludovico Trevisano (Venècia, Itàlia, llavors a la República de Venècia, 1401 - Roma, 22 de març de 1465) va ser un cardenal italià del segle xv. El seu nom és escrit també Scarampi-Mezzarota.

## Biografia
Ludovico Trevisano estudia a Venècia i medicina a la universitat de Pàdua. Cap a 1430 va a Roma, per esdevenir metge del cardenal Gabriele Condulmer, el futur Eugeni IV. El nou papa Eugeni IV, el nomena el seu cubicularius et scriptori de les cartes apostòliques. És bisbe de Trogir l'any 1435-1437 i és promogut arquebisbe de Florència l'any 1437 i patriarca d'Aquilea l'any 1439. És anomenat legat apostòlic a Romanya l'any 1440. És un dels comandants militars a la batalla d'Anghiari l'any 1440, en la qual el condottiere milanès Niccolo Piccinino és derrotat.
És fet cardenal pel papa Eugeni IV en el consistori de l'1 de juliol de 1440.
El cardinal Trevisano és camarlenc a partir de 1440. És legat en diverses províncies, sobretot a la Marca d'Ancona i a Siena. L'any 1443-1444, és administrador de Bolonya i a partir de 1444 bisbe de Cava. Redacta les ordenances sobre la salut pública i el manteniment de les carreteres romanes.
L'any 1455 és nomenat almirall de la flota del papa i l'any 1456 legat de les costes i illes mediterranis i governador dels països que pot conquerir. Va a Rodes i derrota la flota turca. L'any 1457, pren les illes de Lemnos, Samotràcia i Tassos. Restaura la catedral de Aquileia i la seva església cardenalícia de S. Lorenzo in Damaso i fa construir aqüeductes. És més militar que religiós i és conegut per les seves riqueses i el seu gust pel luxe.
El cardinal Trevisano participa al conclave de 1447 on Nicolau V és elegit papa i a als de 1455 (elecció de Calixt III) i de 1464 (elecció de Pau II), però no participa en el de 1458 (elecció de Pius II).